# Київський півмарафон
Київський півмарафон [повна назва Kyiv Half Marathon] - щорічний та найбільший напівмарафон України, який проводиться з 2011 року у Києві. Повноправний член AIMS з 2015 року, з 2018 року Kyiv Half Marathon мав бронзовий лейбл міжнародної асоціації легкоатлетичних федерацій (IAAF Bronze Label). В 2019 році отримав статус Silver Label. В період 2014-2019 років титульним спонсором напівмарафону була компанія Нова пошта. Традиційно проводиться в Києві в квітні місяці. Організатором напівмарафону є компанія Run Ukraine. Захід став одним із етапів циклу бігових подій ліги Run Ukraine Running League.

## Траса
Траса Київського півмарафону складається з одного кола, старт та фініш розміщений на Контрактовій площі. Спочатку учасники прямують до набережної річки Дніпро і слідують на південь, після розвороту біля мосту Метро продовжують рух паралельно на північ до Гаванського мосту та далі до Північного мосту. Після збігання з Північного мосту учасники рухаються на південь по Трухановому острову до Паркового мосту, і після повернення на правий берег річки Дніпро фінішують на Контрактовій площі. Таким чином дистанція проходить через три моста, за рахунок чого набір висоти становить 172 метри, уся інша частина траси є рівнинною.

## Run Ukraine Running League
Разом з напівмарафонами в Одесі, Дніпрі, Львові, Запоріжжі та Київським марафоном, Kyiv Half Marathon входить до Run Ukraine Running League. 
Київський напівмарафон є наймасовішим напівмарафоном України, у 2019 році на головній дистанції взяли участь понад 5300 бігунів із 57 країн світу.

## Переможці
Рекорд траси
| Номер | Рік  | Переможець                  | Результат | Переможниця             | Результат | Кількість учасників |
| ----- | ---- | --------------------------- | --------- | ----------------------- | --------- | ------------------- |
| 9     | 2019 | Bernard Sang (KEN)          | 1:03:42   | Daisy Kimeli (KEN)      | 1:10:53   | 5300                |
| 8     | 2018 | Tesfaye Anbesa (ETH)        | 1:02:56   | Вікторія Калюжна (UKR)  | 1:13:44   | 3154                |
| 7     | 2017 | Tesfaye Anbesa (ETH)        | 1:03:57   | Belaynesh Tsegaye (ETH) | 1:13:58   | 2612                |
| 6     | 2016 | Тарас Сало (UKR)            | 1:04:41   | Ганна Носенко (UKR)     | 1:13:55   | 1953                |
| 5     | 2015 | Юрій Русюк (UKR)            | 1:06:51   | Віта Потерюк (UKR)      | 1:19:52   | 1975                |
| 4     | 2014 | Тарас Сало (UKR)            | 1:06:35   | Ольга Яроцька (UKR)     | 1:23:07   | 1579                |
| 3     | 2013 | Олександр Сітковський (UKR) | 1:05:33   | Тетяна Зав'ялова (UKR)  | 1:16:13   | 739                 |
| 2     | 2012 | Антон Потоцький (UKR)       | 1:07:47   | Ольга Скрипак (UKR)     | 1:17:49   | 355                 |
| 1     | 2011 | Антон Потоцький (UKR)       | 1:06:38   | Ольга Дегтяренко (UKR)  | 1:19:58   | 246                 |

## Благодійність
Під час «Nova Poshta Kyiv Half Marathon 2016» було реалізовано відразу два благодійних проекти: благодійний забіг на 2 км “#Нетерплячки” та благодійний марафон. Кошти, зібрані під час благодійного забігу, пішли на придбання автономного реаніматора для Перинатального центру міста Києва. До участі в благодійному марафоні було залучено 10 фондів.